# 小行星9783
小行星9783（英語：9783 Tensho-kan）是一颗围绕太阳公转的小行星。1994年12月28日，小林隆男在大泉天文台发现了此天体。
这颗小行星的绝对星等为128.2469821101736等。